# Veltrusy
Veltrusy este o arie protejată (arie specială de conservare — SAC, sit de importanță comunitară — SCI) din Republica Cehă întinsă pe o suprafață de 297,43 ha, integral pe uscat.

## Localizare
Centrul sitului Veltrusy este situat la coordonatele 50°17′12″N 14°20′13″E / 50.286667°N 14.336944°E.

## Înființare
Situl Veltrusy a fost declarat sit de importanță comunitară în aprilie 2005 pentru a proteja 2 specii de animale. Situl a fost protejat și ca arie specială de conservare în iunie 2017.

## Biodiversitate
Situată în ecoregiunea continentală, aria protejată nu include niciun habitat protejat.
La baza desemnării sitului se află mai multe specii protejate de  nevertebrate (2): rădașcă (Lucanus cervus), Osmoderma eremita.